# Pseudohaustorius americanus
Pseudohaustorius americanus är en kräftdjursart som först beskrevs av Arthur Sperry Pearse 1908.  Pseudohaustorius americanus ingår i släktet Pseudohaustorius och familjen Haustoriidae. Inga underarter finns listade i Catalogue of Life.